# 三角草的春天
《三角草的春天》（日语：ミスミソウ）是日本漫畫家押切蓮介創作的漫畫作品。於2007年6月至2009年6月在《Horror M》進行連載。2013年作者加筆修正發售全2卷完全版。2018年改編為真人電影，導演為内藤瑛亮。

## 劇情簡介
半年前，因父親調職的緣故，從東京轉學到偏僻鄉下大津馬中學，美麗的外貌、突如其來的轉學生，使春花成為被兇惡欺負的對象。再加上兩個月後，這座學校就要廢校了，由於野咲春花的班是最後一屆的畢業生，使得班導也抱著息事寧人的態度，縱容霸凌事件的發生，在小黑妙子的教唆下班上對她的欺淩行為也越來越嚴重，最終玩過頭不小心燒死了她的父母，而妹妹全身重度灼傷入院，讓一直隱忍一切的春花崩潰了，化身為連續殺人的復仇鬼。
標題的三角草在經歷嚴冬之後，會破雪而出，綻放出一朵朵的小白花，比喻主角的處境。

## 登場人物

### 野咲一家
野咲春花（飾：山田杏奈）
本作主角。在溫暖家庭出身，溫柔善良的美少女。之後因為同班同學縱火，讓她失去父母，遭到極大衝擊導致性格大變，成了一個復仇鬼。對晄有好感，之後因發現他的真面目而徹底絕望。最後渾身傷痕累累，一個人走在雪地中，失血過多而死，在滿雄回東京時化為幽靈坐立於其面前。
野咲祥子（飾：玉寄世奈）
春花的妹妹，性格有點內向，春花對她的暱稱是「小祥」。小學3年級，在縱火事件中重度燒傷，目前正在加護病房中住院。以前住在東京也曾遭到霸凌，導致性格內向、不相信他人，只會對春花展露出自己愛撒嬌的一面。於流美和春花在其病房亂鬥之中面臨瀕危，最後不治身亡。
野咲和生（飾：戶田昌宏）
春花的爸爸，性格坦率、大大方方。很在意春花被欺負的事，之後去學校找班導師訪談時，之後被同班同學用加入圖釘的室內鞋踹。在縱火事件中，為了保護祥子，將她緊緊抱住，最後被活活燒死。
野咲花菜（飾：片岡禮子）
春花的媽媽，本名於小說、電影版中公開。性格有點優柔寡斷。受到同班同學從後腦勺的攻擊，因久賀 秀利不小心失手，將火柴掉落在她的身上，最後被活活燒死。
野咲滿雄（飾：寺田農）
春花的爺爺，縱火事件後從東京趕來探望家人。自從春花和祥子失去雙親以後成為她們的監護人。之後被晄打成重傷，住院治療。最後獨自搭乘火車離開這傷心地。

### 大津馬中學3年1班
相場晄（飾：清水尋也）
喜歡攝影，性格開朗。對春花有好感，是全班霸凌春花時，願意支持她的人。十年前，因爸爸對媽媽的家暴太誇張，所以用美工刀劃開爸爸的背，導致父母離婚。之後因家暴的影響，導致愛情價值觀嚴重扭曲，只要喜歡的對象不順著他的意，便會暴力相向。之後把春花的爺爺打成重傷，被春花發現，兩人就此訣別。之後在樹林和流美大打出手，包包掉落，裝在裡頭的相片散落一地，看見被火紋身的家人照片，最終造成春花發狂。在春花臨死前用十字弓射穿右眼，最後失血過多倒地身亡。
小黑妙子（飾：大谷凜香）
班上的領袖人物，家裡很有錢，外表光鮮亮麗。志願是希望去東京就讀美容師專門學校，後遭父母反對，只好待在這鄉下小村子裡。對春花有好感。常常帶頭欺負春花，而讓班上同學誤以為她喜歡相場，這場霸凌是出自於嫉妒，其實早就知道相場性格扭曲，而不希望春花和他走太近，因強烈的佔有慾，教唆同學帶頭欺負春花。未參加縱火事件，卻也是唯一跟春花道歉的人。跟春花道歉之後，在回家路上被流美發現，被其用刀劃傷左右膝，刺入右手手掌、腹部，因失血過多昏倒，是班上霸凌者中唯一的倖存者。
佐山流美（飾：大塚れな）
性格膽小又卑鄙，因她喜歡妙子，所以喜歡被妙子霸凌，因春花轉學到學校，妙子轉為霸凌春花，又發現妙子喜歡春花而心生嫉妒，為了表現自己讓妙子看而成為縱火事件的主謀。最後被晄折樹枝刺傷脖子而死。
南京子（飾：森田亜紀）
班導師。中學時遭到霸凌而導致心理創傷，更造成只要一緊張就會嘔吐。對春花的霸凌事件不聞不問，多名學生死亡後，家長們來到學校來跟她發生衝突，被怪罪為殺人兇手，之後情緒失控，最後接受無法翻身的命運被鏟雪機輾死。
橘吉繪（飾：中田青渚）
曾拿著圖釘刺春花的手背，小黑的手下之一，也跟縱火事件有關。被春花用釘子刺入左眼，最後用水管打到頭破血流而死。
加藤理佐子（飾：紺野彩夏）
霸凌春花的同學之一。被春花用刀子割傷手指，之後用水管猛擊後腦勺，被活活打死。
三島百合（飾：櫻愛里紗）
霸凌春花的同學之一。在爬上山崖時，被春花用刀切斷後腳筋，直接摔死。
久賀秀利（飾：遠藤健慎）
跟縱火事件有關，喜歡妙子。被春花用刀子割開臉頰，之後逃離春花的追殺而跌落古井，最後被活活凍死。
真宮裕明（飾：大友一生）
跟縱火事件有關，興趣是拿著十字弓去虐殺小動物。被春花用刀子劃開腹部，腸子流出，為躲避春花的追殺，走到結冰的池子上，被春花在背後用十字弓射中，溺死在池裡。
池川努（飾：遠藤真人）
喜歡春花。跟縱火事件有關，提供真宮武器。喜歡改造物品成為殺傷力極大的武器的改造狂。被春花用剪刀剪斷鼻梁，並且用力刺進鼻腔內，導致大量出血，最後被裕明用十字弓打穿腦袋，然後被他踢破頭身亡。

### 同學們的家庭
相場紀久子
晄的奶奶，本名在小說版公開。並不了解女兒紀子和孫子晄的事情。反對晄與春花一同上京生活，而遭到晄的暴行。
相場紀子
晄的媽媽，舊姓村瀨。以丈夫的暴行與自身承受傷害作為夫妻之間的聯繫，因晄以美工刀劃傷丈夫之後離婚。之後和晄住在一起，更是開始自暴自棄，認為晄是個失敗作品，所以對晄很冷淡。甚至認為當初沒有生下來就好了，之後被晄狠狠的痛打。
晄的爸爸
本名不詳。因家暴太嚴重，最後被晄用美工刀劃傷背部，之後跟紀子離婚。
妙子的媽媽
本名不詳。性格溫柔的家庭主婦，很順從丈夫的命令。
妙子的爸爸
本名不詳。在日本全國各地工作的企業家。在家中一切都聽他的，家教很嚴格，不支持妙子的志願。
佐山敦子
本名於小說版公開。非常關心女兒流美，察覺到流美的異樣行為，最後在流美的屍體面前痛哭。
吉繪的爸爸
本名不詳。怪獸家長，最後舌頭遭南 京子咬下。
吉繪的媽媽
本名不詳。至始至終對吉繪的死，絲毫不關心。
久賀正江
過度溺愛兒子的媽媽，是為了孩子而無理取鬧的怪獸家長。最後雙眼遭南京子戳瞎。
久賀的爸爸
本名不詳。相較於正江的異常，他更像是普通人。

### 其他人物
校長先生
本名不詳。最後一個人主持畢業典禮，感到惆悵。
高橋
南京子以前中學的同班同學，是跟她同年級的女孩子。對南 京子嚴重霸凌，造成日後的性格扭曲和心理創傷。

## 出版書籍
單行本
| 卷數 | 文化社        | 文化社                 | 東立出版社     | 東立出版社             |
| 卷數 | 發售日期      | ISBN                   | 發售日期       | ISBN                   |
| ---- | ------------- | ---------------------- | -------------- | ---------------------- |
| 1    | 2008年3月17日 | ISBN 978-4-8211-8575-7 | 2008年8月16日  | ISBN 978-986-10-2008-2 |
| 2    | 2008年8月18日 | ISBN 978-4-8211-8664-8 | 2009年2月12日  | ISBN 978-986-10-2009-9 |
| 3    | 2009年6月17日 | ISBN 978-4-8211-8817-8 | 2009年10月22日 | ISBN 978-986-10-3978-7 |

完全版
| 卷數 | 雙葉社        | 雙葉社                 |
| 卷數 | 發售日期      | ISBN                   |
| ---- | ------------- | ---------------------- |
| 上   | 2013年3月12日 | ISBN 978-4-575-84207-4 |
| 下   | 2013年3月12日 | ISBN 978-4-575-84208-1 |

### 小說版
作者為黒史郎，封面為作者押切蓮介新繪。雖然內容完全小說化，但押切蓮介在Twitter上表示：結局的部分跟漫畫不同。
| 卷數 | 雙葉文庫      | 雙葉文庫               |
| 卷數 | 發售日期      | ISBN                   |
| ---- | ------------- | ---------------------- |
| 全   | 2018年3月15日 | ISBN 978-4-575-52094-1 |

## 真人電影
電影在2018年4月7日於日本上映，台灣於2019年1月25日上映，分級列為限制級，由暗光鳥電影院代理（但官方資料暫未完整流出，文化部影視及流行音樂產業局官網、暗光鳥電影院官網皆有資料），入選全州國際電影節及紐約亞洲電影節，英文片名《Liverleaf》，映畫倫理委員會將本片評為限制級（R15+）。

### 主演
- 野咲春花 - 山田杏奈
- 相場晄 - 清水尋也[4]
- 小黑妙子 - 大谷凛香
- 南京子 - 森田亞紀

### 工作人員
- 監督 - 内藤瑛亮
- 原作 - 押切蓮介
- 腳本 - 唯野未步子
- 主題曲 - タテタカコ「道程」（VAP）
- 製作公司 - Lespass Film
- 發行 - T-JOY
- 製作 - 「三角草的春天」製作委員会（日本出版販売、日活、VAP、L'ESPACE VISION）

## 外部連結
- 映画「ミスミソウ」的X（前Twitter）